# Parada Ayuí
Parada Ayuí era una estación de ferrocarril del ramal Federico Lacroze - Posadas del Ferrocarril General Urquiza ubicada en las cercanías de la localidad de Colonia Ayuí, departamento Concordia en la provincia de Entre Ríos, República Argentina. Fue trasladada a un nuevo emplazamiento en la cabecera de la represa de Salto Grande, dentro del ejido municipal de la ciudad de Concordia, en el ramal que une Argentina con Uruguay y fue reactivada por el Tren de los Pueblos Libres.

## Servicios
Se encuentra precedida por la Estación Concordia Central.